# چگالی توده
چگالی بالک به انگلیسی (Bulk Density) یک ویژگی برای مواد متخلخل چندفاز است. این شاخص به عنوان نسبتی از جرم فاز جامد بر حجمی که اشغال می‌کند (این حجم ممکن است با هوا یا یک سیال دیگر مانند آب پر شود) تعریف می‌شود. چگالی بالک یک شاخصه ذاتی برای ماده نیست به این مفهوم که می‌تواند تحت شرایط تغییر کند.

## خاک
چگالی بالک خاک به دانه‌بندی آن بستگی دارد، با این همه میزان تراکم، عاملی مهم در تعیین این پارامتر می‌باشد. چگالی بالک برای کوارتز به عنوان یک کانی با تراکم ناچیز حدود ۲٫۶۵ g/cm³ است، این میزان برای یک نمونه خاک معمولی حدود ۱تا ۱٫۶ g/cm³ است.
چگالی بالک می‌تواند با استفاده از نمونه گیری استوانه‌ای تعیین گردد. رابطه زیر بدین منظور به کار برده می‌شود.
چگونگی انجام این آزمون در استادارد ASTM:C29 شرح داده شده است.
{\displaystyle \rho ={\frac {M_{s}}{V_{t}}}}
که در آن Ms جرم نمونه خشک شده در کوره (آون) و Vt حجم نمونه استوانه‌ای هستند.
لغت بالک به عنوان یکی از ویژگی‌های کاغذ هم استفاده می‌شود که با آن ضخامت کاغذ را اندازه‌گیری میکنند. نتیجه ضرب گرماژ کاغذ در بالک آن ضخامت یک برگ به میکرون را به‌دست می‌دهد.

## External links
- University of Leicester podcast 'How to measure dry bulk density'
- Bulk density calculator
- 'Determination of bulk density'